# A Grupa 2013/14
Die A Grupa 2013/14 war die 90. Spielzeit der höchsten bulgarischen Fußballspielklasse. Der Saison begann am 30. Juli 2013 und endete am 18. Mai 2014.
Titelverteidiger war Ludogorez Rasgrad.

## Mannschaften
- Beroe Stara Sagora
- Botew Plowdiw
- Lewski Sofia
- Litex Lowetsch
- Lokomotive Plowdiw
- Lokomotive Sofia
- Ludogorez Rasgrad
- FC Ljubimez 2007
- FK Neftochimik
- FC Pirin Goze Deltschew
- Slawia Sofia
- FC Tschernomorez Burgas
- Tscherno More Warna
- ZSKA Sofia

## Auf/Abstieg

### Aufsteiger
- FK Neftochimik, Gewinner der B Grupa
- FC Ljubimez 2007, Zweiter der B Grupa

### Absteiger
- FC Botew Wraza
- Minjor Pernik
- PFK Montana
- FK Etar 1924 Weliko Tarnowo

## Vorrunde

### Tabelle
| Pl. | Verein                  | Sp. | S  | U | N  | Tore    | Diff. | Punkte |
| --- | ----------------------- | --- | -- | - | -- | ------- | ----- | ------ |
| 1.  | Ludogorez Rasgrad (M)   | 26  | 18 | 4 | 4  | 057:140 | +43   | 58     |
| 2.  | Litex Lowetsch          | 26  | 17 | 6 | 3  | 059:260 | +33   | 57     |
| 3.  | ZSKA Sofia              | 26  | 15 | 6 | 5  | 044:140 | +30   | 51     |
| 4.  | Botew Plowdiw           | 26  | 13 | 7 | 6  | 045:210 | +24   | 46     |
| 5.  | Lokomotive Plowdiw      | 26  | 14 | 3 | 9  | 043:310 | +12   | 45     |
| 6.  | Lewski Sofia            | 26  | 13 | 5 | 8  | 045:240 | +21   | 44     |
| 7.  | Tscherno More Warna     | 26  | 12 | 7 | 7  | 031:210 | +10   | 43     |
| 8.  | Beroe Stara Sagora (P)  | 26  | 11 | 6 | 9  | 032:250 | +7    | 39     |
| 9.  | Slawia Sofia            | 26  | 8  | 7 | 11 | 035:380 | −3    | 31     |
| 10. | Lokomotive Sofia        | 26  | 9  | 4 | 13 | 030:440 | −14   | 31     |
| 11. | FC Tschernomorez Burgas | 26  | 6  | 4 | 16 | 030:460 | −16   | 22     |
| 12. | FC Ljubimez 2007 (N)    | 26  | 5  | 3 | 18 | 018:660 | −48   | 18     |
| 13. | FC Pirin Goze Deltschew | 26  | 4  | 3 | 19 | 023:710 | −48   | 15     |
| 14. | FK Neftochimik (N)      | 26  | 3  | 3 | 20 | 015:660 | −51   | 12     |

Platzierungskriterien: 1. Punkte – 2. Direkter Vergleich (Punkte, Tordifferenz, geschossene Tore) – 3. Tordifferenz – 4. geschossene Tore

| (M) | amtierender bulgarischer Meister     |
| (P) | amtierender bulgarischer Pokalsieger |
| (N) | Neuaufsteiger der letzten Saison     |

### Kreuztabelle
| 2013/14                 | Beroe Stara Sagora | Botew Plowdiw | Lewski Sofia | Litex Lowetsch | Lokomotive Plowdiw | Lokomotive Sofia | Ludogorez Rasgrad | FC Ljubimez 2007 | FK Neftochimik | Pirin Goze Deltschew | Slawia Sofia | FC Tschernomorez Burgas | Tscherno More Warna | ZSKA Sofia |
| ----------------------- | ------------------ | ------------- | ------------ | -------------- | ------------------ | ---------------- | ----------------- | ---------------- | -------------- | -------------------- | ------------ | ----------------------- | ------------------- | ---------- |
| Beroe Stara Sagora      |                    | 1:0           | 1:0          | 2:3            | 3:0                | 0:1              | 0:1               | 5:0              | 2:0            | 2:1                  | 2:1          | 1:1                     | 0:0                 | 1:1        |
| Botew Plowdiw           | 0:0                |               | 2:1          | 2:1            | 2:0                | 4:1              | 2:2               | 1:2              | 4:0            | 7:1                  | 3:2          | 6:1                     | 2:0                 | 2:1        |
| Lewski Sofia            | 0:0                | 1:0           |              | 4:1            | 1:2                | 0:0              | 0:2               | 3:0              | 6:0            | 4:1                  | 2:2          | 2:0                     | 1:1                 | 0:1        |
| Litex Lowetsch          | 3:0                | 0:0           | 1:1          |                | 2:1                | 4:0              | 0:0               | 2:1              | 4:1            | 6:2                  | 1:1          | 3:1                     | 2:1                 | 0:0        |
| Lokomotive Plowdiw      | 3:1                | 0:0           | 2:3          | 2:5            |                    | 3:1              | 0:1               | 5:0              | 2:0            | 2:0                  | 3:1          | 1:1                     | 1:0                 | 1:0        |
| Lokomotive Sofia        | 1:0                | 3:2           | 1:0          | 0:2            | 1:2                |                  | 1:2               | 1:0              | 5:0            | 2:0                  | 0:1          | 2:1                     | 0:2                 | 1:1        |
| Ludogorez Rasgrad       | 3:0                | 0:0           | 0:1          | 2:4            | 3:0                | 4:0              |                   | 5:1              | 4:0            | 5:0                  | 4:0          | 1:0                     | 1:1                 | 3:0        |
| FC Ljubimez 2007        | 1:2                | 1:0           | 0:2          | 1:4            | 0:2                | 2:1              | 1:0               |                  | 1:1            | 1:0                  | 2:2          | 1:2                     | 0:4                 | 0:3        |
| FK Neftochimik          | 1:3                | 0:1           | 1:6          | 0:2            | 1:3                | 0:2              | 0:3               | 1:0              |                | 0:0                  | 1:1          | 1:0                     | 0:1                 | 1:3        |
| FC Pirin Goze Deltschew | 1:0                | 1:1           | 0:2          | 1:5            | 0:6                | 2:2              | 0:3               | 5:2              | 3:2            |                      | 1:3          | 2:3                     | 1:0                 | 0:1        |
| Slawia Sofia            | 0:2                | 1:2           | 0:1          | 4:1            | 1:2                | 3:1              | 0:3               | 1:1              | 2:0            | 3:0                  |              | 2:0                     | 2:0                 | 0:1        |
| FC Tschernomorez Burgas | 1:3                | 0:2           | 1:3          | 0:0            | 0:1                | 2:1              | 0:2               | 5:0              | 2:3            | 5:0                  | 2:2          |                         | 1:0                 | 1:2        |
| Tscherno More Warna     | 1:1                | 1:0           | 2:1          | 1:2            | 1:0                | 2:2              | 3:1               | 2:0              | 2:1            | 2:1                  | 0:0          | 2:0                     |                     | 2:1        |
| ZSKA Sofia              | 1:0                | 0:0           | 3:0          | 1:0            | 0:0                | 5:0              | 0:2               | 7:0              | 4:0            | 2:0                  | 3:0          | 3:0                     | 0:0                 |            |

## Endrunde

### Meisterrunde
Die sieben bestplatzierten Vereine der Vorrunde erreichten die Meisterrunde, in der es neben der Meisterschaft auch um die internationalen Plätze im Europapokal ging. Der Meister qualifizierte sich für die Champions League und die beiden Mannschaften auf den Plätzen zwei und drei für die Europa League.
Gespielt wurde eine weitere Doppelrunde zwischen den sieben Vereinen, wobei alle Ergebnisse aus der Vorrunde übertragen werden.
| Pl. | Verein                | Sp. | S  | U  | N  | Tore    | Diff. | Punkte |
| --- | --------------------- | --- | -- | -- | -- | ------- | ----- | ------ |
| 1.  | Ludogorez Rasgrad (M) | 38  | 25 | 9  | 4  | 074:200 | +54   | 84     |
| 2.  | ZSKA Sofia            | 38  | 21 | 9  | 8  | 056:200 | +36   | 72     |
| 3.  | Litex Lowetsch        | 38  | 21 | 9  | 8  | 074:370 | +37   | 72     |
| 4.  | Botew Plowdiw         | 38  | 18 | 11 | 9  | 057:320 | +25   | 65     |
| 5.  | Lewski Sofia          | 38  | 19 | 5  | 14 | 059:390 | +20   | 62     |
| 6.  | Tscherno More Warna   | 38  | 14 | 12 | 12 | 040:330 | +7    | 54     |
| 7.  | Lokomotive Plowdiw    | 38  | 15 | 5  | 18 | 049:550 | −6    | 50     |

| (M) | amtierender bulgarischer Meister |

|                     | Botew Plowdiw | Lewski Sofia | Litex Lowetsch | Lokomotive Plowdiw | Ludogorez Rasgrad | Tscherno More Warna | ZSKA Sofia |
| ------------------- | ------------- | ------------ | -------------- | ------------------ | ----------------- | ------------------- | ---------- |
| Botew Plowdiw       |               | 2:0          | 2:1            | 2:1                | 0:0               | 1:1                 | 0:0        |
| Lewski Sofia        | 2:0           |              | 1:2            | 2:1                | 2:3               | 1:0                 | 1:3        |
| Litex Lowetsch      | 3:0           | 0:1          |                | 3:0                | 0:0               | 0:0                 | 0:1        |
| Lokomotive Plowdiw  | 0:3 1         | 0:2          | 0:5            |                    | 1:1               | 0:2                 | 2:0        |
| Ludogorez Rasgrad   | 1:1           | 2:0          | 3:0            | 1:0                |                   | 3:1                 | 1:0        |
| Tscherno More Warna | 0:1           | 1:2          | 1:1            | 2:0                | 1:1               |                     | 0:0        |
| ZSKA Sofia          | 2:0           | 1:0          | 2:0            | 1:1                | 0:1               | 2:0                 |            |

### Abstiegsrunde
Die Teams auf den Plätzen 8 bis 14 der Vorrunde erreichten die Abstiegsrunde. Nach Abschluss der Runde stiegen die vier Letztplatzierten in die zweitklassige B Grupa ab.
Gespielt wurde eine weitere Doppelrunde zwischen den sieben Vereinen, wobei alle Ergebnisse aus der Vorrunde übertragen wurden.
| Pl. | Verein                  | Sp. | S  | U | N  | Tore    | Diff. | Punkte |
| --- | ----------------------- | --- | -- | - | -- | ------- | ----- | ------ |
| 8.  | Beroe Stara Sagora (P)  | 38  | 21 | 7 | 10 | 058:290 | +29   | 70     |
| 9.  | Slawia Sofia            | 38  | 16 | 7 | 15 | 057:460 | +11   | 55     |
| 10. | Lokomotive Sofia        | 38  | 16 | 6 | 16 | 046:520 | −6    | 54     |
| 11. | FC Tschernomorez Burgas | 38  | 13 | 5 | 20 | 056:620 | −6    | 44     |
| 12. | FK Neftochimik (N)      | 38  | 7  | 4 | 27 | 026:920 | −66   | 25     |
| 13. | FC Pirin Goze Deltschew | 38  | 6  | 4 | 28 | 035:910 | −56   | 22     |
| 14. | FC Ljubimez 2007 (N)    | 38  | 6  | 3 | 29 | 025:104 | −79   | 21     |

| (P) | amtierender bulgarischer Pokalsieger |
| (N) | Neuaufsteiger der letzten Saison     |

|                         | Beroe Stara Sagora | Lokomotive Sofia | FC Ljubimez 2007 | FK Neftochimik | Pirin Goze Deltschew | Slawia Sofia | FC Tschernomorez Burgas |
| ----------------------- | ------------------ | ---------------- | ---------------- | -------------- | -------------------- | ------------ | ----------------------- |
| Beroe Stara Sagora      |                    | 1:0              | 4:1              | 3:0            | 2:1                  | 1:0          | 3:0                     |
| Lokomotive Sofia        | 0:0                |                  | 1:2              | 3:0            | 1:0                  | 2:0          | 1:1                     |
| FC Ljubimez 2007        | 0:4                | 0:2              |                  | 1:2            | 1:2                  | 1:2          | 0:4                     |
| FK Neftochimik          | 1:0                | 0:2              | 3:1              |                | 2:1                  | 0:3          | 2:3                     |
| FC Pirin Goze Deltschew | 1:2                | 1:2              | 5:0              | 0:0            |                      | 0:2          | 1:2                     |
| Slawia Sofia            | 0:1                | 2:0              | 4:0              | 5:1            | 2:0                  |              | 1:0                     |
| FC Tschernomorez Burgas | 0:5                | 1:2              | 5:0              | 4:0            | 4:0                  | 2:1          |                         |

## Torschützenlisten

### Vorrunde
| Pl. | Name                    | Team               | Tore |
| --- | ----------------------- | ------------------ | ---- |
| 01. | Martin Kamburow         | Lokomotive Plowdiw | 18   |
| 02. | Wilmar Gil              | Litex Lowetsch     | 14   |
| 03. | Simeon Slawtschew       | Litex Lowetsch     | 12   |
| 04. | Roman Bezjak            | Ludogorez Rasgrad  | 11   |
| 04. | Atanas Kurdow           | Slawia Sofia       | 11   |
| 04. | Marquinhos              | Lokomotive Sofia   | 11   |
| 04. | Garry Rodrigues         | Lewski Sofia       | 11   |
| 08. | Anicet Andrianantenaina | Botew Plowdiw      | 10   |
| 09. | Emil Gargorow           | ZSKA Sofia         | 09   |
| 09. | Jürgen Gjasula          | Litex Lowetsch     | 09   |
| 09. | Romario Kortzorg        | Botew Plowdiw      | 09   |

### Meisterrunde
| Pl. | Name               | Team                | Tore |
| --- | ------------------ | ------------------- | ---- |
| 01. | Waleri Boschinow   | Lewski Sofia        | 06   |
| 01. | Wilmar Gil         | Litex Lowetsch      | 06   |
| 03. | Christo Slatinski  | Ludogorez Rasgrad   | 04   |
| 04. | Bacari             | Tscherno More Warna | 03   |
| 04. | Alexandru Curtean  | Botew Plowdiw       | 03   |
| 04. | Omar Kossoko       | ZSKA Sofia          | 03   |
| 04. | Iwan Stojanow      | ZSKA Sofia          | 03   |
| 04. | Hamza Younés       | Botew Plowdiw       | 03   |
| 04. | Momtschil Zwetanow | Litex Lowetsch      | 03   |
| 04. | Juninho Quixadá    | Ludogorez Rasgrad   | 03   |

### Abstiegsrunde
| Pl. | Name               | Team                    | Tore |
| --- | ------------------ | ----------------------- | ---- |
| 01. | Junior Mpia Mapuku | Beroe Stara Sagora      | 08   |
| 02. | Georgi Andonow     | Beroe Stara Sagora      | 06   |
| 03. | Miltscho Angelow   | FC Tschernomorez Burgas | 05   |
| 03. | Dimitar Iliew      | Lokomotive Sofia        | 05   |
| 03. | Galin Iwanow       | Slawia Sofia            | 05   |
| 03. | Georgi Kostadinow  | Beroe Stara Sagora      | 05   |
| 03. | Marquinhos         | Lokomotive Sofia        | 05   |
| 03. | Simeon Rajkow      | FC Tschernomorez Burgas | 05   |
| 03. | Milen Wasilew      | FC Tschernomorez Burgas | 05   |